# The Razors Edge (album)
The Razors Edge este al doisprezecelea album al formației australiene de muzică rock AC/DC, lansat în data de 21 septembrie 1990. Albumul conține una dintre cele mai bune piese hard rock/heavy metal ale trupei, și ale anilor '90, Thunderstruck, remarcată pentru cel mai bun intro de chitară al lui Angus Young.